# Владимир Воронин
Владимир Воронин (на румънски: Vladimir Voronin, р. 25 май 1941 г. в с. Коржова, Молдовска ССР) е молдовски политик, президент на Република Молдова от 7 април 2001 до 11 септември 2009 година. Избиран е от Народното събрание два пъти за този пост. Лидер на Партията на комунистите в Република Молдова.

## Биография
Роден е на 25 май 1941 г. в с. Коржова в днешното Приднестровие, формално Република Молдава. Баща му Николай Григориевич Бужениц е бил войник в Червената армия и е починал в началото на войната. Майка му Палагея Сидеровна Бужениц била молдовска селянка. Дядо му по майчина линия бил антикомунист и избягал от Съветските власти в Румъния. Фамилията Воронин е негов псевдоним.

## Кариера

### Ранна кариера
Той започва работа през 1961 година като завеждащ на фурна за хляб в град Крулян. От 1966 г. до 1971 г. Воронин ръководи офисите на заместник-директора на фабриката за хляб в град Крулян и ръководи хлебната индустрия в Дюбосари, Румъния. През следващите десет години е бил активен в държавната администрация на Република Молдова, като също така е и член в изпълнителните комитети на Дюбосари и Унгени. През 1983 г. е инспектор и заместник-директор на раздела за организация на ЦК на молдовския клон на Комунистическата партия на Съветския съюз. През 1985 г. е назначен за ръководител на молдовския Съвет на министрите. Между 1985 и 1989 Воронин работи като първи секретар на Комитета Бендер на Комунистическата партия. Между 1988 и 1900 г. изпълнява ролята на министър на вътрешните работи на Република Молдова. Негова основна идея е да не се използва сила за потушаването на популярните антисъветски демонстрации от 7 и 10 ноември 1989 г. През 1993 г. Воронин става съпредседател на партията на организационния комитет за създаването на Партията на комунистите на Република Молдова. Той играе основна роля в съживяването на Комунистическата партия, след като е била забранена от 1991-1993 г. През 1994 г. е избрана за президент на Партията на комунистите на Република Молдова (ПКРМ). Кандидат за поста президент на вече независимата Република Молдова на изборите през 1996 г. По време на Парламентарните избори през 1998 г., Владимир Воронин е избран за член на Европейския парламент. След това работи като президент на парламентарната група на Партията на комунистите на Република Молдова. Воронин е кандидатиран за министър-председател на Молдова в края на 1999 г. от президента Петър Лучински, но кандидатурата е отхвърлена, понеже Воринин не няма достатъчна подкрепа в парламента. На парламентарните избори през февруари 2001 г. отново е избран за член на Парламента.

### Президентска кариера
ПКРМ спечели 50,07% от гласовете и 71 от 101 места на парламентарните избори през февруари 2001 г., по това време конституцията била променена да осигури избирането на президент, през парламента, а не чрез преки избори. През март Централния комитет на ПКРМ номинира Воронин за свой кандидат на пленума (7), а на 4 април 2001 г. Воронин е избран за президент на парламента. От 89 депутати участващи в глласуването, 71 гласували за Воронин, 15 гласували за Димитру Брагиш и 3 за Валериан Кристеа. Той положил клетва на церемонията в Кишинев на 7 април 2001 г. Конституционния съд постановил, че президентът също моце да оглавява политическа партия и той бил презибран за лидер на ПКРМ. Воронин обещал, че ще се намали бедността в Молдова, чрез разпределяне на повече средства за социалната мрежа, здравеопазване, образование и увеличаване на заплатите и пенсиите. Тези популистки идеи помогнали да се задържи, но все още Молдова останала най-бедната страна в Европа през целия му мандат. 38% от БВП на Молдова идват от парични преводи на молдовци работещи в чужбина.
Мандатът на Воронин бил белязан с променливи отношения с Международния валутен фонд и Световната банка. Воринин продължил с плановете Лушински за приватизирането на важни държавни индустрии, като дори понякога се случвали разногласия между него и партията.
От януари 2002 г. опозицията организирала големи демонстрации в знак на протест срещу някои спорни предложения на правителството, включително разширената употреба на руски език в училищата, както и планове за неговото предназначение като втори официален еизк. Докато демонстрациите били напрегнати през повечето време, правителството в крайна сметка не използвало сила и се съгласило да посредничи със Съвета на Европа.
По време на неговото посещение в САЩ декември 16-20, 2002 г. Воронин се срещнал с президента Буш. Те стигнали до обща декларация, с която утвърдили отношенията между двете страни като се признава работата на Молдова, необходима за реформи и приватизации.

### Втори мандат
По време на парламентарните избори през март 2005 г. ПКРМ получила 46,1% и спечели 56 места в 101-чления парламент, повече от достатъчните 51, за да остане в парламента, но по-малко от 61, които са необходими за избирането на президент. Президента Воронин получил нужната подкрепа от страна на Християно-демократическата народна партия, Демократическата и Социално-либералната фракции, като обещал да изпълни необходилите реформи евро-атлантическата интеграция на страната. На президентските избори на 4 април 2005 г., Воронин е презибран за президент със 75 гласа.

### Събитията от 2009 г. и оставката му
След праламентарните избори на 5 април 2009 г., ПКРМ печели с 49,48% от гласовете и 60 места, едно място по-малко, за да избере президент. Воронин е избран за председател на парламента и запазва правото на председателство на Молдова с временен статут. Полицията взела енергични мерки за вълненията през април 2009 г., които антагонизира обществото и комунистите, които не са успели да вземат един допълнителен вот от 41 депутати от трите опозиционни партии. На парламентарните избори през юли 2009 г. ПКРМ печели 44,69% от гласовете, което означава повече гласове от всяка друга партия. Печели 48 места, но губи парламентарното мнозинство на коалицията от опозиционни партии, които има 53 места. Въпреки това опозицията също не успя да получи необходимите места за избор на президент. Воронин обявил на 2 септември, че възнамерява да подаде оставка заявява, че позицията му на действащ президент се е превърнала в „неясна и съмнителна“. През септември 2009 г. изпраща писмо до Европейския парламент като споделя намерението си за подаване на оставка.

### Личен живот
Владимир Воронин е женен за Таисия Михайловна и има две деца син Олег и дъщеря Валентина. Воронин е икономист, инженер, завършил политически науки и е юрист по образование. Той има ранк генерал-майор от бившето Министерство на вътрешните работи на СССР(еквивалент на НАТО-6бругаден генерал). Някои твърдят, че той има руско гражданство в допълнение към гражданството на Молдова, защото получава пенсия като бивш служител в Министерството на вътрешните работи от времето когато е живял като частно лице в Москва 1991-1993 г. Неговият син Олег е може би най-богатия бизнесмен в Молдова. Дъщеря му е лекар, но за разлика от Олег не е публична личност. На 19 февруари 2010 г. Воронин заяви пред журналисти, че поставянето под въпрос на синът му е опит за отмъщение срещу семейството му, което е извършено от сегашните власти. Олег Воронин е заподозрян в данъчни измами и пране на пари.

## Награди
- Ордена на Крал Томислав с Голяма звезда
- Орден на сдружението МПА, СНГ
- Орден на княз Владимир, I степен
- Орден на световния кръст на гроба на Господ (Йерусалимска патриаршия)